# Ehrenpreis der Stadt Solingen für das geschliffene Wort
Der Ehrenpreis der Stadt Solingen für das geschliffene Wort (bis 2024 Schärfste Klinge) wird seit 1978 an nationale oder internationale Persönlichkeiten verliehen, die sich „fair und engagiert für öffentliche Interessen einsetzen und sich dabei eines besonders geschliffenen Stils in Wortwahl und Darstellungsform bedienen“. 
Die ursprüngliche Bezeichnung Klinge nahm Bezug auf den Ruf hochwertiger Schneidwaren aus der Stadt Solingen, die den Beinamen Klingenstadt trägt. Nach verschiedenen Vorfällen von gefährlichem Missbrauch von Messern in Solingen 2024, insbesondere dem Messeranschlag in Solingen am 23. August, soll künftig die ehemalige Bezeichnung „Schärfste Klinge“ nur noch als Zusatz oder Hinweis benutzt werden, um die Tradition zu verdeutlichen. Der neue Titel gilt seit der Preisverleihung im November 2024.

## Preisträgerinnen und Preisträger
Schärfste Klinge 
- 1978 Gaston Thorn
- 1979 Ernst Albrecht
- 1980 Bruno Kreisky
- 1981 Léopold Sédar Senghor
- 1982 Richard von Weizsäcker
- 1986 Alfred Grosser
- 1992 Gyula Horn
- 2002 Jutta Limbach
- 2005 Lothar Späth
- 2008 Jean-Claude Juncker
- 2011 Joachim Gauck
- 2014 Herta Müller
- 2019 Cem Özdemir[2]

Ehrenpreis der Stadt Solingen für das geschliffene Wort (neue Bezeichnung seit 2024)
- 2024 Dunja Hayali[3]